# Robert Roynette
Robert Roynette né à Sedan le 30 avril 1922 et mort le 27 janvier 2016 à Enghien-les-Bains est un peintre, décorateur, céramiste et résistant français.

## Biographie
Très tôt attiré par les arts et la peinture, Robert Roynette fait des études de dessin à Bar-le-Duc sous la direction du professeur Philbert, un ancien élève de Gustave Moreau, ami très intime d'Henri Matisse et de Georges Rouault, et ayant déjà formé un grand prix de Rome de gravure, Paul Lemagny.
Au début de la Seconde Guerre mondiale, trop jeune pour être mobilisé, il vit avec ses parents à Bar-le-Duc. Son père, Pol, qui travaille à la SNCF, et lui récupèrent des armes abandonnées et mettent également au point une filière d'évasion de la zone interdite, utilisant l'emplacement de leur maison, entre la gare et le port marinier du canal de la Marne au Rhin, à proximité de la ligne de démarcation. En avril 1941, son père et lui sont arrêtés sur dénonciation. Son père  est interné et lui relâché faute de preuves. Il travaillera  sur un chantier de charpente pendant quelques mois et à la reconstruction des voies de chemin de fer. Son père sort de prison  en janvier 1942 et est muté dans les Ardennes.
Il s'installe à Paris et s'inscrit aux Beaux-Arts en janvier 1942 comme élève libre. Il devient réfractaire au STO en 1942 et gagne la Résistance, dans le réseau Libération-Vengeance dans le Morvan, grâce à la filière des Beaux Arts. Il quitte cette région en février 1944 pour échapper à une vague d'arrestation et est récupéré par le réseau Libération-Nord. Il participe à des actes de résistance en Meurthe-et-Moselle, puis gagne les Ardennes peu de temps après une nouvelle arrestation de son père. Il ne peut loger dans la maison de ses parents et est hébergé à l’hôpital, au service des contagieux, par sa tante sœur Germaine. Il rejoint ensuite les FFI à Montcy-Saint-Pierre, puis Aiglemont, puis Neufmanil. Son pseudo y est « Germain ». Il intègre le maquis des Manises, mission Citronnelle, lorsque celui-ci se reconstitue en Belgique, au sud de Willerzie, après l'attaque allemande subie dans les hauteurs de Revin les 12 et 13 juin où il y a eu 106 victimes. Il participe à la Libération des Ardennes, s'engage pour la durée de la guerre et fait l'occupation de l'Autriche dans le service des transmissions.
En 1946, il réintègre les Beaux-Arts sous la direction de Nicolas Untersteller et travaille de nuit à la Société internationale de transmissions aéronautiques pour payer ses études. En 1947, il épouse sa marraine de guerre Jacqueline, étudiante aux Arts décoratifs. De 1949 à 1954, il obtient différentes récompenses dont le deuxième grand prix de Rome en 1953, le prix Jauvin d’Attainville en 1950 et le 1er prix d'art monumental.
En 1956, il élabore une composition murale en céramique de 6 000 m2 pour la centrale hydroélectrique de Cañón del Pato au Pérou, une peinture murale pour le Conservatoire national de musique de Paris, une peinture murale au lycée  Dumont d'Urville à Caen, une autre à l'église Saint-Louis à Deuil-la-Barre. Il est recruté à Air France au service publicité pour des travaux de conception et de réalisation. Il participe à différentes expositions internationales, aux Salons aéronautiques, expose au musée de l'Air et de l'Espace du Bourget et au musée Postal à Paris. Il participe à des expositions itinérantes dont De l’Aérospatiale à Concorde. Il conçoit la décoration d'agences Air France. En 1981, il crée un  tableau monumental conservé à la mairie de Revin en honneur du maquis des Manises et crée sa dernière toile intitulée Le dernier thonier.
Dessinateur insatiable, il poursuit ses créations jusqu'à ce que la maladie l'en empêche, et meurt le 27 janvier 2016 à Enghien-les-Bains.